# Lutz Espig
Lutz Espig (* 5. Januar 1949 in Greiz) ist ein deutscher Großmeister im Schach.

## Leben
Er erlernte das Schachspiel im Alter von neun Jahren. Sein erster Verein war Lok Greiz, später spielte er für Buna Halle. Er absolvierte ein Studium der Mathematik und Physik an der Universität Halle.
Espig gewann 1969 in Schwerin, 1971 in Strausberg und 1988 in Stralsund die Meisterschaft der Deutschen Demokratischen Republik. 1988 teilte er den Titel mit Thomas Pähtz. Insgesamt hat Lutz Espig bis 2006 an 26 deutschen Meisterschaften teilgenommen, davon 21 in der DDR.
1972 erhielt er von der FIDE den Titel eines Internationalen Meisters, 1983 den Großmeistertitel.

## Mannschaftsschach
Er nahm für die DDR an den Schacholympiaden 1988 und 1990 und an der Mannschaftseuropameisterschaft 1970 teil.
In der deutschen Schachbundesliga spielte Espig in der Saison 1990/91 beim Münchener SC 1836, in der Saison 1994/95 beim PSV Duisburg und von 1999 bis 2004 beim SK König Plauen, bei dem er auch im Anschluss in der 2. Bundesliga und Oberliga spielte.